# 페이넨달

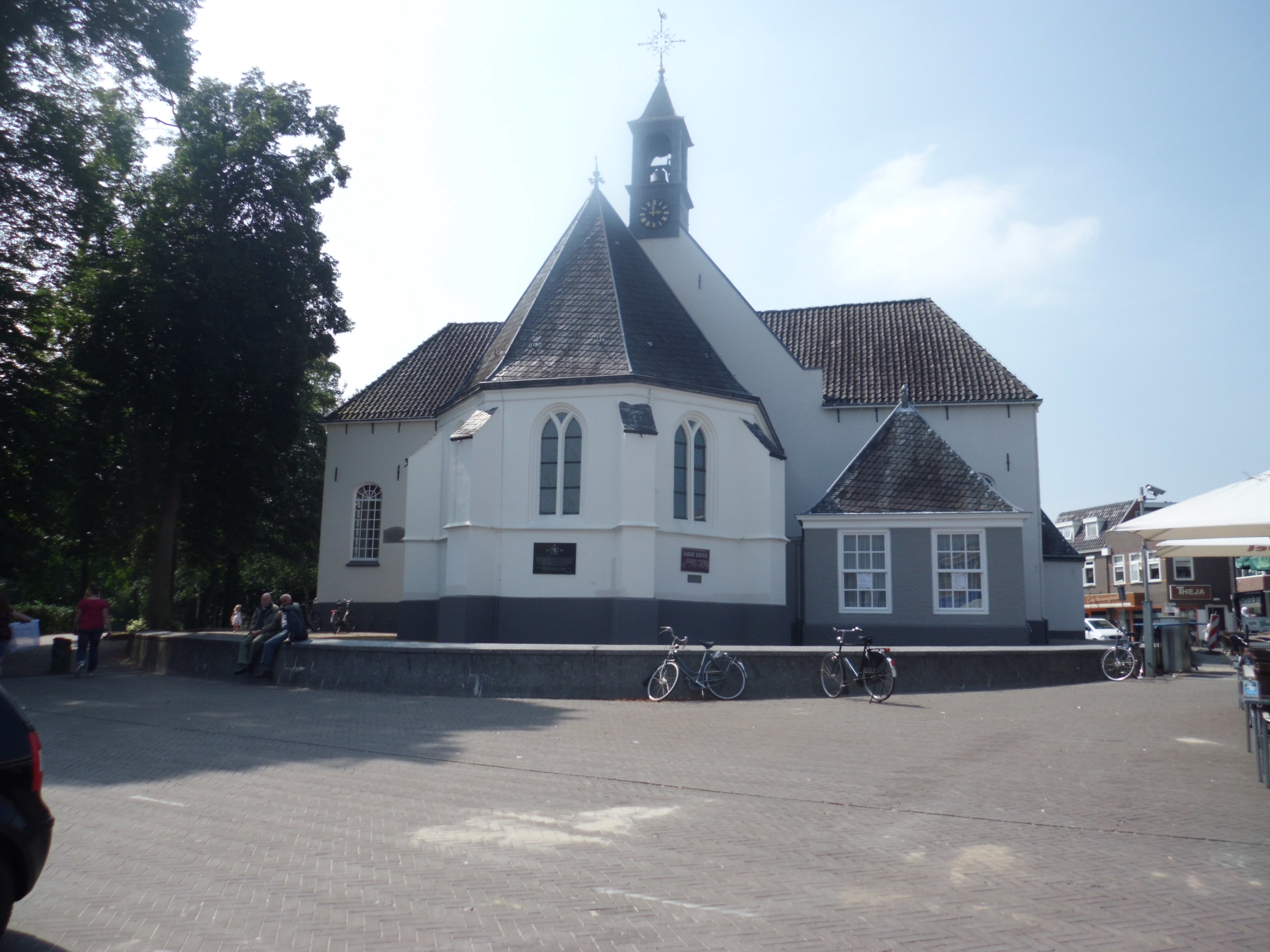
페이넨달

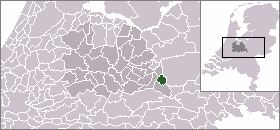
페이넨달의 위치

페이넨달(네덜란드어: Veenendaal)은 네덜란드 위트레흐트주의 도시로 면적은 19.72km2, 높이는 6m, 인구는 63,322명(2014년 5월 기준), 인구 밀도는 3,246명/km2이다.

시기
시 문장